# Аполоније Мисирски
Свети преподобни Аполоније Мисирски (-395.) је хришћански светитељ из 4. века.
Пореклом је из Мисира. У својој петнаестој години се повукао на неку гору, где је четрдесет година живео аскетским животом. Након  тога наставио је подвижнички живот у оближњој пустињи. 
Пустиња је била близу насељених места, тако да је много људи долазило њему. Тамо је сабрао око себе велики број монаха, њих око пет стотина. 
Основао је монашку заједницу која је живела по јако строгим правилима. Као игуман, свети Аполоније доживео је дубоку старост. Умро је 395. године.
Православна црква прославља светог Аполонија 31. марта (13. априла).